# Antonel Borsan
Antonel Borsan, né le 29 avril 1970 à Liești, est un céiste roumain.

## Carrière
Antonel Borsan participe aux Jeux olympiques de 1996 à Atlanta et remporte la médaille d'argent dans l'épreuve du C2-1000m avec son coéquipier Marcel Glăvan.